# Конов, Герхард
Ге́рхард Ко́нов (нем. Gerhard Konow; 16 марта 1929, Штеттин — 27 мая 1997, Бонн) — немецкий юрист и политик.

## Биография
С 1948 года изучал юриспруденцию в университетах Киля и Марбурга. Не принадлежал какой-либо партии. С января по июнь 1981 года в Берлинском сенате, правящего бургомистра Ганса-Йохена Фогеля, занимал должность сенатора по федеральным вопросам. С апреля по октябрь 1982 года — служил в качестве руководителя ведомства федерального канцлера, одновременно с этим осуществляя контроль за федеральной разведывательной службой Германии. С 1983 по 1994 работал статс-секретарём министерства науки и исследований земли Северный Рейн — Вестфалия.